# Masueco
Masueco è un comune spagnolo di 445 abitanti situato nella comunità autonoma di Castiglia e León.